# Nuoto sincronizzato ai campionati mondiali di nuoto 2015 - Duo (programma libero)
La competizione di nuoto sincronizzato - Duo libero dei campionati mondiali di nuoto 2015 si è disputata il 28 e 30 luglio 2015 alla Kazan Arena di Kazan'. Il 28 luglio si è disputato il turno eliminatorio cui hanno partecipato 37 nazioni. Le 12 migliori coppie hanno disputato la finale il 30 luglio.

## Medaglie
| Posizione | Atleta                             | Paese   |
| --------- | ---------------------------------- | ------- |
| Oro       | Svetlana Romašina Natal'ja Iščenko | Russia  |
| Argento   | Huang Xuechen Sun Wenyan           | Cina    |
| Bronzo    | Lolita Ananasova Anna Vološyna     | Ucraina |

## Risultati
In verde sono denotate le finaliste.
| Posizione | Nazionalità    | Atlete                                    | Preliminare | Preliminare | Finale  | Finale    |
| Posizione | Nazionalità    | Atlete                                    | Punti       | Posizione   | Punti   | Posizione |
| --------- | -------------- | ----------------------------------------- | ----------- | ----------- | ------- | --------- |
| 1         | Russia         | Natal'ja Iščenko Svetlana Romašina        | 97.2667     | 1           | 98.2000 | 1         |
| 2         | Cina           | Huang Xuechen Sun Wenyan                  | 95.4667     | 2           | 95.9000 | 2         |
| 3         | Ucraina        | Lolita Ananasova Anna Vološyna            | 93.0333     | 4           | 93.6000 | 3         |
| 4         | Giappone       | Yukiko Inui Risako Mitsui                 | 93.5333     | 3           | 93.4333 | 4         |
| 5         | Spagna         | Ona Carbonell Paula Klamburg              | 91.7000     | 5           | 92.2333 | 5         |
| 6         | Italia         | Linda Cerruti Costanza Ferro              | 90.2000     | 6           | 90.9667 | 6         |
| 7         | Canada         | Jacqueline Simoneau Karine Thomas         | 89.6000     | 7           | 89.3667 | 7         |
| 8         | Francia        | Laura Augé Margaux Chrétien               | 86.6667     | 8           | 87.3667 | 8         |
| 9         | Grecia         | Evangelia Papazoglou Evangelia Platanioti | 84.8000     | 10          | 85.8333 | 9         |
| 10        | Messico        | Karem Achach Nuria Diosdado               | 85.7000     | 9           | 85.5333 | 10        |
| 11        | Stati Uniti    | Anita Alvarez Mariya Koroleva             | 84.4333     | 11          | 84.9667 | 11        |
| 12        | Brasile        | Luisa Borges Maria Miccuci                | 84.2000     | 12          | 84.4667 | 12        |
| 13        | Austria        | Anna-Maria Alexandri Eirini Alexandri     | 83.9000     | 13          |         |           |
| 14        | Corea del Nord | Kang Un-ha Kim Un-a                       | 83.5667     | 14          |         |           |
| 15        | Rep. Ceca      | Soňa Bernardová Alžběta Dufková           | 82.4000     | 15          |         |           |
| 16        | Svizzera       | Sophie Giger Sascia Kraus                 | 82.2000     | 16          |         |           |
| 17        | Argentina      | Etel Sánchez Sofía Sánchez                | 79.9667     | 17          |         |           |
| 18        | Bielorussia    | Iryna Limanouskaya Veronika Yesipovich    | 79.9000     | 18          |         |           |
| 19        | Israele        | Anastasia Gloushkov Ievgeniia Tetelbaum   | 79.8333     | 19          |         |           |
| 20        | Colombia       | Estefania Álvarez Monica Arango           | 79.1667     | 20          |         |           |
| 21        | Uzbekistan     | Yuliya Kim \|Anastasiya Ruzmetova         | 77.5000     | 21          |         |           |
| 22        | Egitto         | Samia Ahmed Dara Hassanien                | 77.0667     | 22          |         |           |
| 23        | Slovacchia     | Naďa Daabousová Jana Labáthová            | 76.9333     | 23          |         |           |
| 24        | Regno Unito    | Jodie Cowie Genevieve Randall             | 76.0333     | 24          |         |           |
| 25        | Croazia        | Rebecca Domika Mia Šestan                 | 76.0000     | 25          |         |           |
| 26        | Turchia        | Defne Bakırcı Mısra Gündeş                | 75.1667     | 26          |         |           |
| 27        | Aruba          | Anouk Eman Kyra Hoevertsz                 | 74.8000     | 27          |         |           |
| 28        | Cile           | Kelley Kobler Natalie Lubascher           | 74.2000     | 28          |         |           |
| 29        | Venezuela      | Oriana Carrillo Greisy Gómez              | 73.2667     | 29          |         |           |
| 30        | Australia      | Bianca Hammett Nikita Pablo               | 73.1667     | 30          |         |           |
| 31        | Corea del Sud  | Uhm Ji-wan Won Ji-soo                     | 71.9333     | 31          |         |           |
| 32        | Bulgaria       | Hristina Damyanova Zlatina Dimitrova      | 71.8667     | 32          |         |           |
| 33        | Portogallo     | Barbara Costa Diana Gomes                 | 69.3333     | 33          |         |           |
| 34        | Costa Rica     | Fiorella Calvo Natalia Jenkins            | 68.5667     | 34          |         |           |
| 35        | Cuba           | Yanela Chacón Odailys Suárez              | 66.0000     | 35          |         |           |
| 35        | Sudafrica      | Emma Manners-Wood Laura Strugnell         | 66.0000     | 35          |         |           |
| 37        | Hong Kong      | Cho Man Yee Nora Pang Ho Yan              | 65.5333     | 37          |         |           |